# Romanzo neolatino

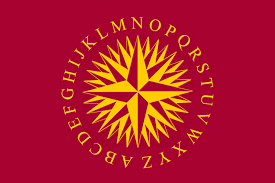
Logo del progetto Via Neollatina.

Il Romanzo neolatino o semplicemente neolatino è una lingua panromanica, ovvero una varietà linguistica codificata di base romanza, rappresentativa dell’insieme delle lingue latine. Può essere considerata come una proposta di lingua standard per l’intera famiglia linguistica romanza, e allo stesso tempo una lingua costruita zonale, in quanto risultato di una codificazione linguistica a partire da un gruppo concreto, in questo caso, le lingue latine. Va sottolineato che questa lingua zonale si limita unicamente all’ambito linguistico, senza toccare altri aspetti sociali o politici.

## Introduzione
Il neolatino nasce come una lingua standard di base strettamente romanza, a differenza di altri progetti linguistici simili come l’interlingua. L’interlingua è un progetto di lingua artificiale creato dalla International Auxiliary Language Association (IALA), il cui obiettivo iniziale era quello di valutare le lingue artificiali esistenti e fornire raccomandazioni per l’adozione di una lingua ausiliaria comune. Dopo aver concluso che nessuna delle lingue esistenti fosse pienamente adatta a tale scopo, l’IALA pubblicò, dopo anni di studi e lavoro, un dizionario con 20.000 termini e una grammatica minima della nuova lingua: l’interlingua.
Il neolatino, al contrario, non si basa su alcuna lingua artificiale, ma segue criteri raccomandati dalla scienza linguistica. Il suo obiettivo principale non è promuovere una lingua internazionale ausiliaria per il mondo intero, bensì facilitare la comunicazione tra i "diversi popoli neolatini [parlanti lingue romanze] attraverso le loro proprie lingue: il romanzo" (Martín Rincón, 2016). Il neolatino, diversamente dall’interlingua, non adotta principi innovativi, ma si fonda sulla teoria della codificazione sviluppata da linguisti come Lamuela, Castellanos e Sumien. Lo sviluppo si basa sull’intero sistema linguistico romanzo.
L’obiettivo iniziale della lingua è dunque quello di facilitare e anche nobilitare la comunicazione panlatina. Per questo il progetto, propriamente chiamato Via Neolatina (Vía Neolatina in neolatino), cerca di recuperare l’essenza originale delle lingue latine o romanze e i loro standard tradizionali. Il modello linguistico presentato è una sintesi della variazione romanza che cerca di rappresentare l’intero spettro romanzo: una varietà nuova e comune, ma allo stesso tempo naturale e plurale, che consente al parlante di comunicare nel mondo latino (paesi e regioni con lingue romanze). È anche una lingua utile per i non parlanti di lingue latine come via d’accesso semplificata a queste lingue.
- Come lingua costruita con base romanza, possiede vari vantaggi non presenti in altre lingue artificiali non romanze, ad esempio:
- È una lingua comprensibile per una comunità di oltre 800 milioni di parlanti di lingue latine.
- È una lingua molto flessibile e adattabile agli usi, bisogni e interessi specifici dei diversi parlanti romanzi.
- Rappresenta una via d’accesso centrale per i parlanti non romanzi. È anche un ponte tra le lingue romanze (sia attuali che antiche o estinte, incluso il latino), poiché offre maggiore efficienza nella traduzione tra lingue romanze, grazie all’unità che presenta nella sua sintassi e grammatica.

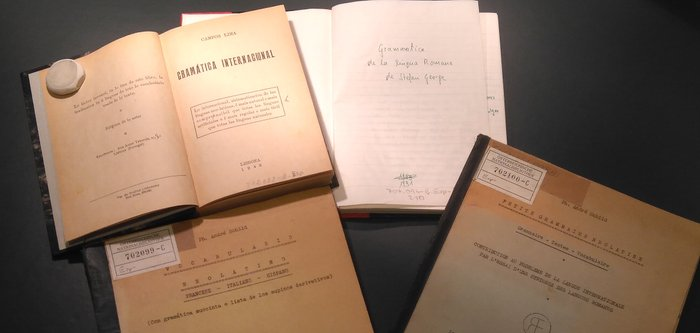
Progetti linguistici precedenti al romanzo neolatino.

Insieme al romanzo neolatino, esistono anche altri progetti paralleli in altre famiglie linguistiche europee. Tra questi, il più avanzato e sviluppato è l’intereslavo. I parlanti di lingue latine convergono in Europa in contatto con le altre due grandi famiglie linguistiche: quella germanica e quella slava. Lo sviluppo dell’intereslavo moderno iniziò nel 2006 con il nome Slovianski, da parte di un gruppo di linguisti di diversi paesi guidati da Jan van Steenbergen. Solo anni dopo assunse il nome attuale di intereslavo, e successivamente si fuse con un altro progetto simile, quello della lingua slava comune (Novi Slověnski), promosso dal linguista ceco Vojtěch Merunka. In quell’anno ebbe luogo anche il Primo Congresso Internazionale della Lingua Intereslava nella località ceca di Nové Město.
Esistono diversi precedenti del neolatino, alcuni dei quali codificati come lingue ausiliarie. Già nel 1947 André Schild creò una lingua chiamata neolatino. Successivamente, nel 1948, il linguista portoghese João Campos Lima propose una lingua chiamata internacional come via di comunicazione internazionale alternativa all’esperanto. Più tardi, nel 2001, Richard Sorfleet e Josu Lavin crearono l’interlingua romanica, e anni dopo, nel 2017, Raymund Zacharias e Thiago Sanctus svilupparono l’interromanico, anche queste proposte per la comunicazione panlatina. Nel 2010 apparve inoltre la proposta del linguista Clayton Cardoso, l’olivarianu, ma in questo caso si trattava di una lingua artificiale artistica inserita in un mondo di finzione.

## Comunità
La comunità di Vía Neolatina è nata come progetto collettivo, internazionale e interdisciplinare, grazie soprattutto all'uso di internet per l'intercomunicazione tra vari specialisti di diversi paesi, con uno scopo fondamentalmente linguistico.
Il promotore del progetto è stato il dottore in linguistica romanza Jordi Cassany Bates (originario di Valencia), che iniziò a lavorare alla codificazione del neolatino nel 2006. Solo nel 2017 pubblicò i Principi di disegno del romanza neolatino, in cui venivano presentati gli obiettivi del progetto e una metodologia elaborata per codificare in modo più scientifico (nel contesto della linguistica applicata) un romanza neolatino. Già nel 2019 pubblicò la grammatica e un primo dizionario essenziale della lingua.

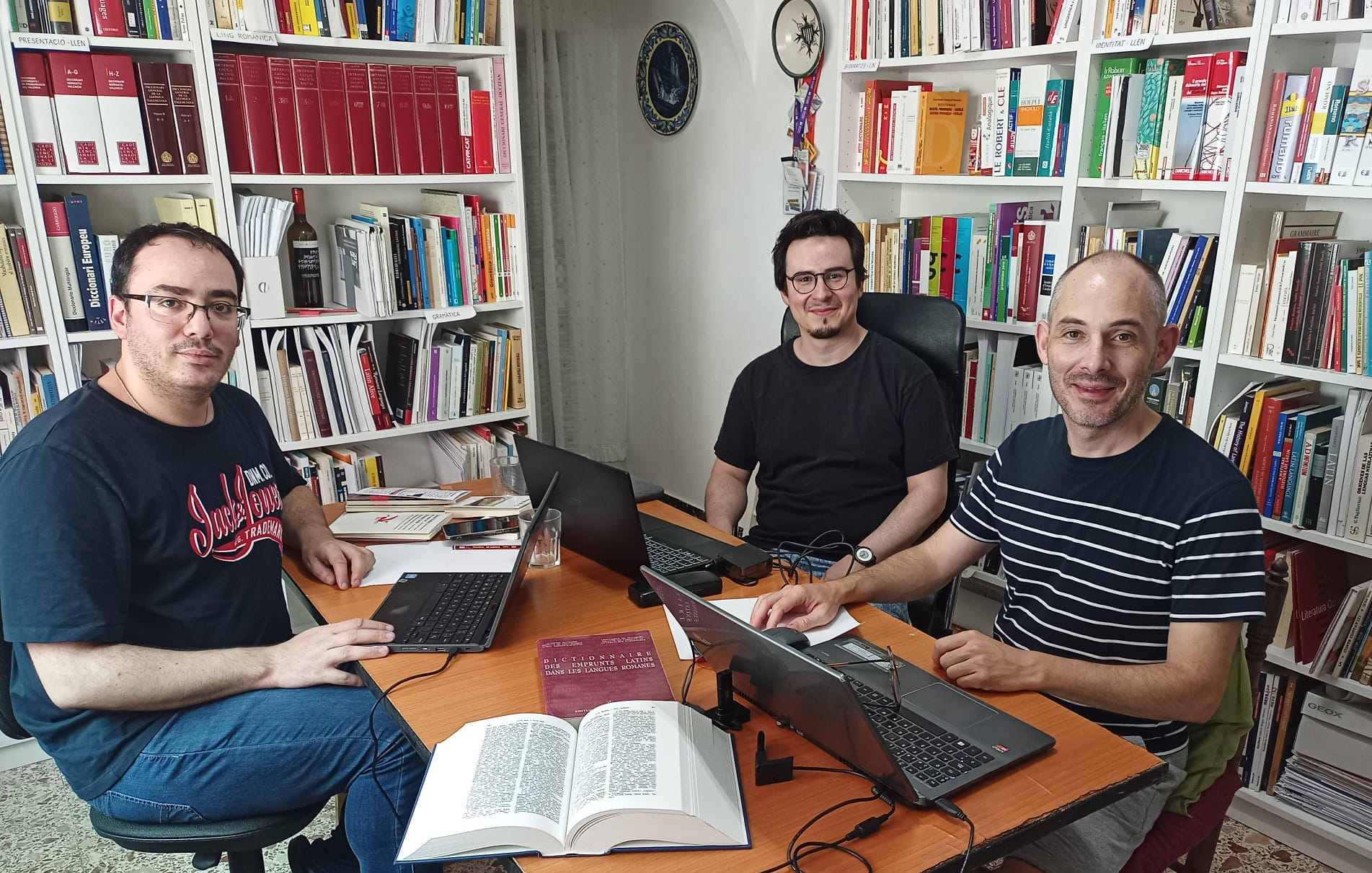
Gruppo di collaboratori del progetto Via Neolatina al lavoro nel 2024.

Da quel momento, un primo gruppo di collaboratori di diverse nazionalità iniziò a sviluppare un Dizionario di Base Panromanzo più esteso, che ampliava notevolmente il primo dizionario essenziale.
Nel 2018 nacque anche una prima comunità di studenti di neolatino su diversi social network, soprattutto su Facebook, e successivamente su Instagram, Discord e Telegram, con vari gruppi di studenti da tutto il mondo e utenti della lingua che hanno formato una comunità sempre più eterogenea.
Fin dall’inizio, altri linguisti hanno sostenuto il progetto di Via Neolatina e sono stati collaboratori attivi nel processo di creazione e diffusione del neolatino. In seguito, con le prime divulgazioni della lingua, si sono aggiunti nuovi collaboratori: come blogger che hanno pubblicato articoli e testi in neolatino, oltre a traduttori che hanno ampliato il corpus testuale della lingua con opere letterarie come racconti, romanzi, poesie o canzoni, soprattutto a partire dal 2020.
Oltre alla comunità di linguisti, traduttori o specialisti della lingua, è emerso in un secondo momento della storia della lingua anche un altro gruppo di persone che ha prodotto materiali didattici multilingue, soprattutto grazie all’aiuto di strumenti informatici. Sono stati creati anche strumenti digitali utili all’insegnamento e all’apprendimento del neolatino: come un’applicazione di dizionario online e un coniugatore di verbi, oltre a materiali vari come video e pubblicazioni sui social media e altre piattaforme.